# 张延年
张延年（？—），中华人民共和国政治人物、外交官。

## 生平
2009年，接替张海舟担任中华人民共和国驻阿塞拜疆大使。2011年，由宏九印接任。